# Esteban Rolón
Esteban Leonardo Rolón (Posadas, 25 marzo 1995) è un calciatore argentino, centrocampista svincolato.

## Caratteristiche tecniche
Gioca come mediano e in patria viene accostato a Esteban Cambiasso.

## Carriera

### Club

#### Argentinos Juniors
Cresce nelle giovanili dell'Argentinos Juniors e debutta da professionista il 4 marzo 2016. In questa stagione colleziona 11 presenze in prima squadra che a fine campionato retrocede in seconda divisione.
L'anno successivo si guadagna il posto da titolare e colleziona 40 presenze e segna la sua prima rete da professionista il 25 marzo 2017, in occasione della vittoria casalinga (3-1) contro il Club Atlético San Martín. Contribuisce all'immediata risalita della sua squadra nella massima serie.

#### Malaga
Il 25 agosto 2017 si trasferisce in Spagna alla squadra del Malaga dove colleziona 10 presenze tra campionato e coppa nazionale.

#### Prestito al Genoa
La stagione successiva si trasferisce in prestito alla squadra italiana del Genoa. Esordisce il seguente 6 dicembre nella partita di Coppa Italia persa ai rigori contro la Virtus Entella, al quarto turno, che ha come conseguenza l'eliminazione dei rossoblu dalla competizione. In campionato esordisce alla 15ª giornata in occasione del pareggio casalingo (1-1) con la S.P.A.L. subentrando nel secondo tempo a Miguel Veloso.

#### Huracán
Nel novembre del 2020 ritorna in patria firmando per l'Huracán.. Il 15 novembre esordisce in occasione della vittoria per 3-2 contro il Gimnasia (LP), entrando nella ripresa.. All'inizio del nuovo anno salta il trasferimento al Boca Juniors, che si farà dopo alcuni mesi. Lascia il club dopo neanche un anno, totalizzando 19 presenze e un gol.

#### Boca Juniors
Nel giugno 2021 diventa ufficialmente nuovo giocatore del Boca Juniors.. Debutta in occasione dell'ottavo di finale di andata della Coppa Libertadores 2021 nel pari a rete inviolate alla Bombonera contro l'Atlético Mineiro.. Le sue prestazioni non convincono stampa, tifosi e allenatori e di fatto viene scarsamente impiegato.

## Statistiche

### Presenze e reti nei club
Statistiche aggiornate al 9 dicembre 2024.
| Stagione                  | Squadra                   | Campionato                | Campionato | Campionato | Coppe nazionali | Coppe nazionali | Coppe nazionali | Coppe continentali | Coppe continentali | Coppe continentali | Altre coppe | Altre coppe | Altre coppe | Totale | Totale |
| Stagione                  | Squadra                   | Comp                      | Pres       | Reti       | Comp            | Pres            | Reti            | Comp               | Pres               | Reti               | Comp        | Pres        | Reti        | Pres   | Reti   |
| ------------------------- | ------------------------- | ------------------------- | ---------- | ---------- | --------------- | --------------- | --------------- | ------------------ | ------------------ | ------------------ | ----------- | ----------- | ----------- | ------ | ------ |
| 2015-2016                 | Argentinos Juniors        | PD                        | 11         | 0          | CA              | 1               | 0               | -                  | -                  | -                  | -           | -           | -           | 12     | 0      |
| 2016-2017                 | Argentinos Juniors        | PBN                       | 40         | 1          | CA              | 1               | 0               | -                  | -                  | -                  | -           | -           | -           | 41     | 1      |
| Totale Argentinos Juniors | Totale Argentinos Juniors | Totale Argentinos Juniors | 51         | 1          |                 | 2               | 0               |                    | -                  | -                  |             | -           | -           | 53     | 1      |
| 2017-2018                 | Malaga                    | PD                        | 8          | 0          | CR              | 2               | 0               | -                  | -                  | -                  | -           | -           | -           | 10     | 0      |
| 2018-2019                 | Genoa                     | A                         | 19         | 0          | CI              | 1               | 0               | -                  | -                  | -                  | -           | -           | -           | 20     | 0      |
| 2019-2020                 | Malaga                    | SD                        | 7          | 0          | CR              | 1               | 0               | -                  | -                  | -                  | -           | -           | -           | 8      | 0      |
| ago.-nov. 2020            | Malaga                    | SD                        | 1          | 0          | CR              | -               | -               | -                  | -                  | -                  | -           | -           | -           | 1      | 0      |
| Totale Malaga             | Totale Malaga             | Totale Malaga             | 16         | 0          |                 | 3               | 0               |                    | -                  | -                  |             | -           | -           | 19     | 0      |
| nov.-dic. 2020            | Huracán                   | PD                        | -          | -          | CA+CdL          | 0+8             | 0               | -                  | -                  | -                  | -           | -           | -           | 8      | 0      |
| gen.-lug. 2021            | Huracán                   | PD                        | -          | -          | CA+CdL          | 0+11            | 1               | -                  | -                  | -                  | -           | -           | -           | 11     | 1      |
| Totale Huracán            | Totale Huracán            | Totale Huracán            | -          | -          |                 | 19              | 1               |                    | -                  | -                  |             | -           | -           | 19     | 1      |
| ago.-dic. 2021            | Boca Juniors              | PD                        | 11         | 0          | CA+CdL          | 1+0             | 0               | CL                 | 2                  | 0                  | -           | -           | -           | 14     | 0      |
| 2022                      | Boca Juniors              | PD                        | 7          | 0          | CA+CdL          | 3+2             | 0               | CL                 | 0                  | 0                  | SA+TC       | 0           | 0           | 12     | 0      |
| gen.-ago. 2023            | Boca Juniors              | PD                        | 7          | 0          | CA+CdL          | 1+1             | 0               | CL                 | 1                  | 0                  | -           | -           | -           | 10     | 0      |
| ago.-dic. 2023            | Belgrano                  | PD                        | -          | -          | CA+CdL          | 0+12            | 1               | -                  | -                  | -                  | -           | -           | -           | 12     | 1      |
| 2024                      | Belgrano                  | PD                        | 25         | 1          | CA+CdL          | 1+10            | 0               | CS                 | 7                  | 0                  | -           | -           | -           | 43     | 1      |
| Totale Belgrano           | Totale Belgrano           | Totale Belgrano           | 25         | 1          |                 | 23              | 1               |                    | 7                  | 0                  |             | -           | -           | 55     | 2      |
| 2025                      | Boca Juniors              | PD                        | 0          | 0          | CA              | 0               | 0               | CL                 | 0                  | 0                  | Cmc         | -           | -           | 0      | 0      |
| Totale Boca Juniors       | Totale Boca Juniors       | Totale Boca Juniors       | 25         | 0          |                 | 8               | 0               |                    | 3                  | 0                  |             | 0           | 0           | 36     | 0      |
| Totale carriera           | Totale carriera           | Totale carriera           | 136        | 2          |                 | 56              | 2               |                    | 10                 | 0                  |             | 0           | 0           | 202    | 4      |

## Palmarès

### Club

#### Competizioni nazionali
- Primera B Nacional: 1

Argentinos Juniors: 2016-2017
- Copa Argentina: 1

Boca Juniors: 2019-2020
- Copa de la Liga Profesional: 1

Boca Juniors: 2022
- Campionato argentino: 1

Boca Juniors: 2022
- Supercopa Argentina: 1

Boca Juniors: 2022